# توني جونسون (مقاتل)
توني جونسون (بالإنجليزية: Tony Johnson)‏ هو فنان قتال مختلط أمريكي، ولد في 6 فبراير 1986 في كيلين في الولايات المتحدة.

## وصلات خارجية
- توني جونسون على موقع بيلاتور (الإنجليزية)
- توني جونسون على موقع شيردوغ (الإنجليزية)
- توني جونسون على موقع IMDb (الإنجليزية)